# The Voice of the Viola
Pour plus de détails, voir Fiche technique et Distribution.
The Voice of the Viola est un film muet américain réalisé par Wallace Reid et sorti en 1914.

## Fiche technique
- Titre : The Voice of the Viola
- Réalisation : Wallace Reid
- Scénario : Bess Meredyth
- Photographie :
- Montage :
- Producteur :
- Société de production : Nestor Film Company
- Société de distribution : Universal Film Manufacturing Company
- Pays de production :  États-Unis
- Langue : film muet avec les intertitres en anglais
- Format : Noir et blanc — 35 mm — 1,33:1 — Muet
- Genre : Film dramatique
- Durée : 11 minutes
- Dates de sortie : 
  - États-Unis : 4 mars 1914

## Distribution
- Wallace Reid : Wallace
- Dorothy Davenport : Dorothy
- William Steele : le chirurgien
- Ed Brady : Edward
- Phil Dunham : Will Wayne